# Franz Anton Christoph Buhl
Franz Anton Christoph Buhl (* 19. Februar 1779 in Ettlingen; † 16. Januar 1844 in Diedesheim) war ein Unternehmer und badischer Politiker. Er hatte von 1819 bis 1824 und von 1831 bis 1837 einen Sitz in der Zweiten Kammer der Badischen Ständeversammlung.

## Familie
Buhls Vater war Franz Albert Martin Buhl (1751–1815), ein Unternehmer, der in Ettlingen eine von ihm gegründete Papierfabrik, eine Spinnerei und ein Handelsgeschäft betrieb. Sein jüngerer Bruder Florian Buhl war Bürgermeister von Ettlingen.
Buhls Frau Maria Barbara Jordan (1783–1842) war eine Schwester des Deidesheimer Landtagsabgeordneten Andreas Jordan (1775–1848). Sein Sohn Franz Peter Buhl (1809–1862) war ebenfalls Politiker, hatte ein Mandat im badischen und bayerischen Landtag. Seine Tochter Seraphine (1813–1870) war die Frau des Reichstagsabgeordneten Ludwig Andreas Jordan (1811–1883).

## Leben
Buhl wurde 1779 in Ettlingen geboren und wurde ab dem 14. Lebensjahr in einem Benediktinerkloster erzogen. Nachdem er in sein Elternhaus zurückgekehrt war, wurde Buhl 1806 Teilhaber an den Unternehmen seines Vaters. Er gründete zusammen mit seinem Vater auch eine eigene Baumwollspinnerei, die allerdings wenig erfolgreich war, da nach ihrer Fertigstellung die Kontinentalsperre aufgehoben wurde, die Napoleon gegen England verhängt hatte, und sich die Spinnerei gegen die englischen Waren, die in der Folge auf den Markt drängten, nicht behaupten konnte. Die beiden Papierfabriken, die er nach dem Tod seines Vaters mit seinem Bruder Florian führte, wurde durch eine Überflutung zerstört, und mussten aufwändig wiederhergestellt beziehungsweise neu aufgebaut werden. In dieser Zeit war er auch Bürgermeister in Ettlingen.
Durch seine Heirat mit Barbara Jordan wurde Buhl Weingutsbesitzer in Deidesheim, der Heimatstadt seiner Frau. Er und seine Nachkommen gelangten durch die Verschwägerung mit der Familie Jordan zu zahlreichen Weinbergen um Deidesheim, und sein Sohn Franz Peter war der Gründer des noch heute bestehenden Deidesheimer Weinguts F.P. Buhl.
Nachdem sich das Großherzogtum Baden nach dem Ende der napoleonischen Herrschaft 1818 eine Verfassung gegeben hatte, wurde Buhl 1819 für die Liberalen in die Zweite Kammer der Badischen Ständeversammlung gewählt; hier nahm er Einfluss bei der Zehntablösung in Baden. Bei der Wahl 1825 gelang es ihm nicht, wieder ein Mandat zu erringen, aber im Jahr 1831 wurde er erneut in den Landtag gewählt. Er war ein Verfechter für den Anschluss Badens an den Deutschen Zollverein. Sein Mandat im Landtag behielt er bis 1837, als sich bereits Anzeichen eines Rückenmarksleidens zeigten. Sein Gesundheitszustand verschlimmerte sich bald so sehr, dass er von zwei Dienern getragen werden musste, und auch seine Hände nicht mehr benutzen konnte. Nachdem seine Frau 1842 verstorben war, zog er zu seiner Tochter in Deidesheim, zwei Jahre später starb er.